# Koninklijke Beerschot Voetbalclub Antwerpen
Il Koninklijke Beerschot Voetbalclub Antwerpen, noto semplicemente come Beerschot ed in passato come FC Wilrijk e Beerschot Wilrijk, è una società calcistica belga con sede nella città di Anversa; milita in Challenger Pro League, la seconda divisione del calcio belga.

## Storia
Nel 1921 venne fondato il Football Club Wilrijk e affiliato alla Federazione belga con matricola 155. 
La squadra gialloblù trascorse i primi anni della sua storia alternandosi fra la terza divisione e le leghe regionali, raggiungendo la seconda divisione solo nel 1937, quando vinse il girone B della Derde klasse 1936-1937. 
Nel 1939 fu retrocesso e nei decenni seguenti militò nei campionati inferiori del sistema calcistico belga. Nel 1950 venne riconosciuto come società reale e cambiò il proprio nome in Koninklijke Football Club Wilrijk.
Nel 1993 si fuse con il Olympia Wilrijk 72, club fondato nel 1972 e possessore della matricola 7727, cambiando nome in KFC Olympia Wilrijk e mantenendo il numero di matricola originario. 
L'anno seguente fece il suo ritorno nel calcio professionistico dopo 45 anni di assenza.
Nel 2013, dopo la bancarotta del Beerschot AC, il club decise di incorporarne il nome ed i colori sociali, perdendo tuttavia la possibilità di utilizzo della parola Reale all'interno del proprio nome (diritto che riuscì a riottenere solamente nel 2017). La nuova denominazione della società divenne quindi Football Club Beerschot Wilrijk. Il progetto si rivelò un successo e portò alla vittoria di tre campionati consecutivi che consentirono al club di raggiungere la seconda divisione belga, a 78 anni di distanza dall'ultima volta.
Nel 2018 il principe saudita Abd Allah bin Musa'id Al Sa'ud, già proprietario dello Sheffield Utd, divenne socio investitore nel club, che nello stesso anno riuscì ad ottenere dietro pagamento di 40.000 euro la matricola numero 13 appartenuta al Beerschot V.A.C., storica società scomparsa nel 1999 vincitrice di 7 campionati belgi.
Il 7 giugno 2019 la federazione belga autorizzò la società ad assumere il nome Koninklijke Beerschot Voetbalclub Antwerpen. ed il 2 agosto 2020 venne promosso per la prima volta nella sua storia in prima divisione, dopo aver battuto l'OH Lovanio nella finale dei play-off.

## Cronologia dei nomi
- 1921 : Football Club Wilrijk (FC Wilrijk)
- 1950 : Koninklijke Football Club Wilrijk (KFC Wilrijk)
- 1993 : Koninklijke Football Club Olympia Wilrijk (KFC Olympia Wilrijk)
- 2013 : Football Club Beerschot Wilrijk (FC Beerschot Wilrijk)
- 2017 : Koninklijke Football Club Beerschot Wilrijk (KFC Beerschot Wilrijk)
- 2019 : Koninklijke Beerschot Voetbalclub Antwerpen (KFC Beerschot VA)

## Palmarès

### Competizioni nazionali
- Campionato belga di seconda divisione: 2

2019-2020, 2023-2024
- Campionato belga di terza divisione: 3

1936-1937, 2015-2016, 2016-2017
- Campionato belga di quarta divisione: 1

2014-2015

## Organico

### Rosa 2024-2025
Aggiornato al 15 ottobre 2024
| N. |                           | Ruolo | Calciatore        |
| -- | ------------------------- | ----- | ----------------- |
| 2  | Belgio (bandiera)         | D     | Colin Dagba       |
| 3  | Belgio (bandiera)         | D     | Hervé Matthys     |
| 4  | Paesi Bassi (bandiera)    | D     | Brian Plat        |
| 5  | Camerun (bandiera)        | D     | Loïc Mbe Soh      |
| 6  | Guinea (bandiera)         | D     | Cheick Thiam      |
| 7  | Belgio (bandiera)         | C     | Tom Reyners       |
| 8  | Austria (bandiera)        | C     | Ewan Henderson    |
| 9  | Liberia (bandiera)        | A     | Ayouba Kosiah     |
| 10 | Belgio (bandiera)         | C     | Thibaud Verlinden |
| 11 | Germania (bandiera)       | A     | Florian Krüger    |
| 12 | Belgio (bandiera)         | D     | Rayhan El Grafel  |
| 16 | Arabia Saudita (bandiera) | C     | Faisal Al-Ghamdi  |
| 17 | Arabia Saudita (bandiera) | C     | Marwan Al-Sahafi  |
| 18 | Belgio (bandiera)         | C     | Ryan Sanusi       |
| 22 | Belgio (bandiera)         | C     | Oscar Vargas      |

| N. |                        | Ruolo | Calciatore                |
| -- | ---------------------- | ----- | ------------------------- |
| 25 | Belgio (bandiera)      | A     | Antoine Colassin          |
| 26 | Belgio (bandiera)      | D     | Derrick Tshimanga         |
| 27 | Francia (bandiera)     | A     | Charly Keita              |
| 28 | Burundi (bandiera)     | D     | Marco Weymans             |
| 29 | Paesi Bassi (bandiera) | A     | Daishawn Redan            |
| 30 | Paesi Bassi (bandiera) | C     | Dean Huiberts             |
| 32 | Inghilterra (bandiera) | C     | D'Margio Wright-Phillips  |
| 33 | Belgio (bandiera)      | P     | Nick Shinton              |
| 42 | Curaçao (bandiera)     | D     | Ar'jany Martha            |
| 47 | Belgio (bandiera)      | C     | Welat Cagro               |
| 55 | Francia (bandiera)     | D     | Félix Nzouango            |
| 66 | Grecia (bandiera)      | D     | Apostolos Kōnstantopoulos |
| 71 | Croazia (bandiera)     | P     | Davor Matijas             |
|    | Egitto (bandiera)      | D     | Omar Fayed                |